# フィリップ・G・エプスタイン
フィリップ・G・エプスタイン（英語: Philip G. Epstein, 1909年8月22日 - 1952年2月7日）はアメリカ合衆国の脚本家。

## 略歴
代表作は双子の兄弟ジュリアスとともに手掛けた、マリー・バーネットとジョーン・アリスンの未発表の戯曲『誰もがリックの店にやって来る』を映画として脚色した『カサブランカ』（1942年）。
ニューヨークに生まれ、マンハッタンのロワー・イースト・サイドで育った。ニューヨーク市の通りに馬が当たり前のようにいる時代だったため、父は馬の世話の請け負い人として生計を立てていた。1931年、ペンシルベニア州立大学で学位をとって卒業。
ワーナー・ブラザース代表のジャック・ワーナーはエプスタイン兄弟とは強い愛憎の念を抱いていた。兄弟とは商業的成功について言い合うことができなかったが、兄弟のいたずらや仕事の癖や時間の使い方について非難しており、言い合うこともよくあった。1952年ワーナーは下院非米活動委員会（HUAC）に兄弟の名を告げた。委員会に証言を話す羽目になることはなかったが、破壊活動を行う団体に所属していたことがあるかどうかを問うアンケートを受け取った際、彼らは、「はい、ワーナー・ブラザースです。」と回答してしまった。
カリフォルニア州ハリウッドにてがんのため42歳で死去。息子はボストン大学で文芸を教えている小説家レスリー・エプスタインで、孫はボストン・レッドソックスなどでGMを務めたセオ・エプスタイン。また、孫娘のアニヤ・エプスタインも脚本家である。

## 脚本家としての代表作
- カラマゾフの兄弟 The Brothers Karamazov (1958)
- 雨の朝巴里に死す The Last Time I Saw Paris (1954)
- 毒薬と老嬢 Arsenic and Old Lace (1944)
- 愛の終焉 Mr. Skeffington (1944)
- カサブランカ Casablanca (1942) - キネマ旬報ベスト･テン 第8位
- 晩餐に来た男 The Man Who Came to Dinner  (1942)
- いちごブロンド The Strawberry Blonde (1941)
- Gift of Gab (1934)

## 受賞歴

### アカデミー賞
受賞
1944年 アカデミー脚色賞:『カサブランカ』